# Karl Moser
Karl Moser (Baden, 10 de agosto de 1860-Zúrich, 28 de febrero de 1936) fue un arquitecto suizo. 

## Trayectoria

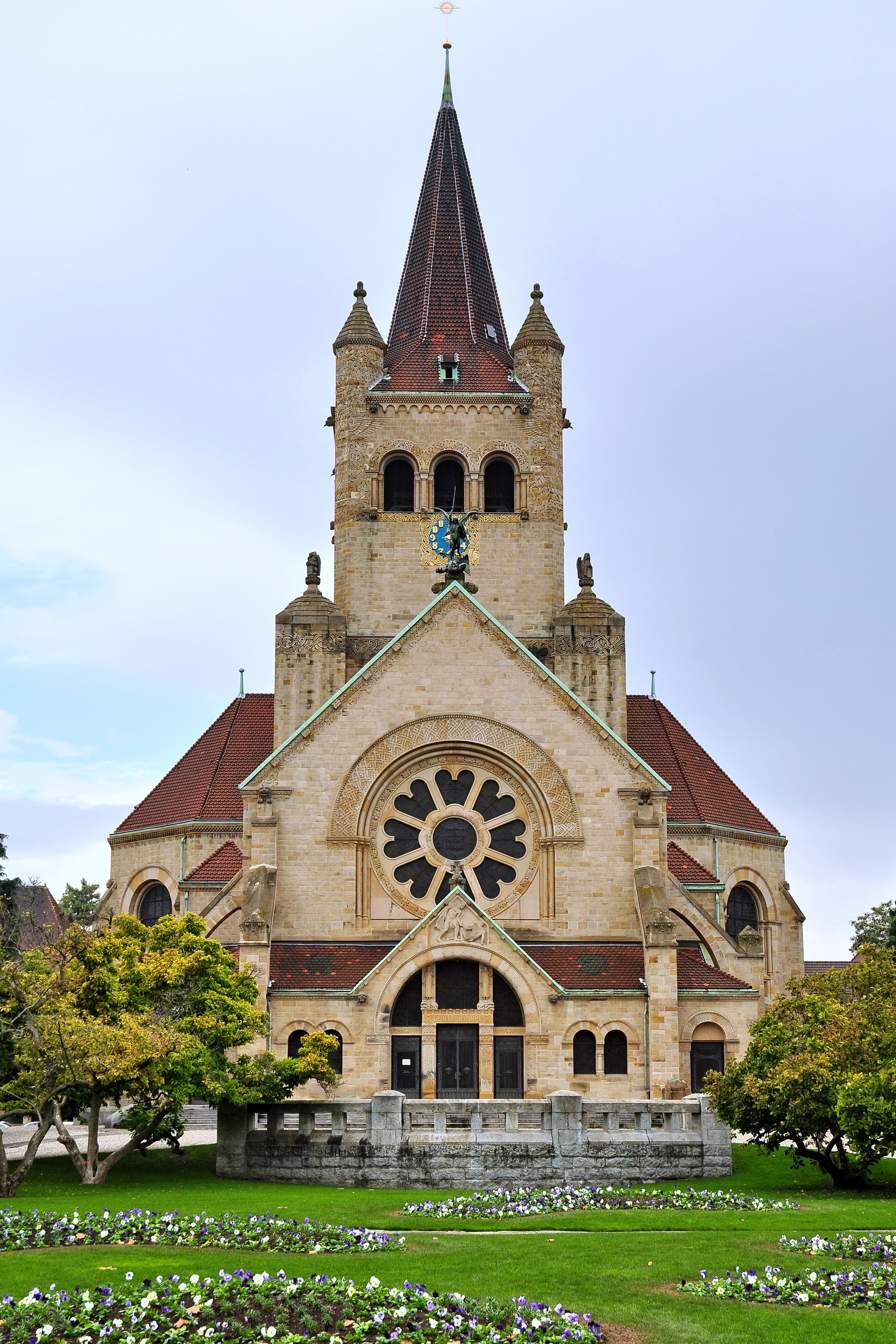
Iglesia de San Pablo, Basilea (1898–1901), de Karl Moser y Robert Curjel

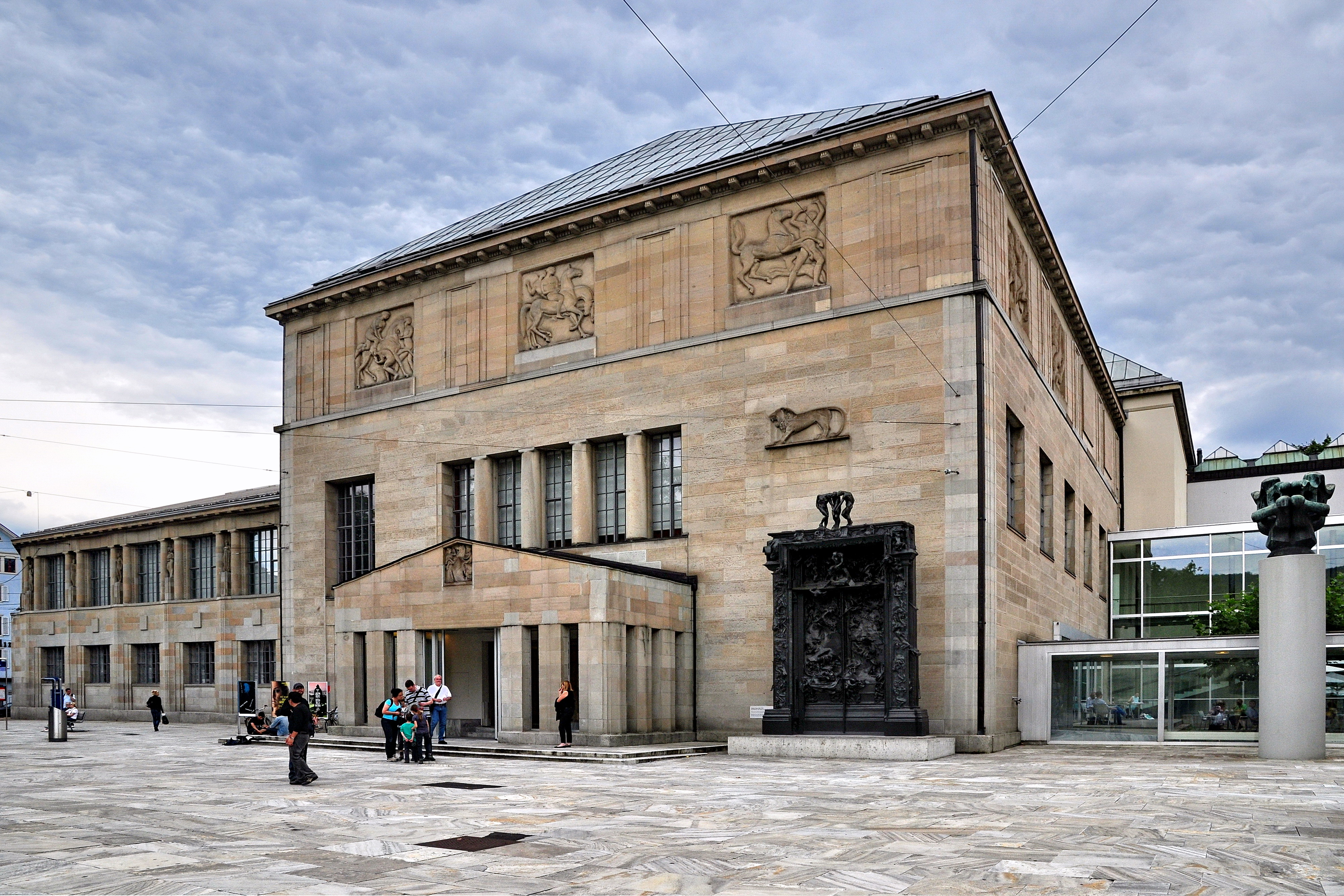
Kunsthaus Zürich (1904–1910), de Karl Moser y Robert Curjel

Nació en Baden (cantón de Argovia) en 1860, hijo del también arquitecto Robert Moser. Estudió en la Escuela Politécnica Federal de Zúrich, donde fue alumno de Alfred Friedrich Bluntschli, discípulo a su vez de Gottfried Semper. Amplió sus estudios en la Escuela Nacional Superior de Bellas Artes de París (1883-1884) y complementó su formación en el taller de Jean-Louis Pascal.
Entre 1887 y 1915 trabajó asociado a Robert Curjel en Karlsruhe (Alemania). Juntos realizaron numerosos proyectos en Alemania y Suiza, en un estilo a medio camino entre el modernismo y el historicismo, las corrientes de moda a finales del siglo XIX, aunque con la llegada del nuevo siglo sus formas se volvieron más simples y austeras.
Entre sus obras conjuntas destacan: la iglesia de San Juan (Johanneskirche) en Berna (1892–1893), la Einstein-Haus de la Antigua Escuela Cantonal de Aarau (1894), la iglesia de San Sebastián en Wettingen (1895), la villa Boveri en Baden (1896–1897), la villa Römerburg en Baden (1898–1899), la villa Langmatt en Baden (1899–1900), la iglesia de Cristo (Christuskirche) en Karlsruhe (1897–1900), la iglesia de San Pablo (Pauluskirche) en Basilea (1898–1901), la iglesia de San Miguel en Zug (1898–1902), la iglesia de San Juan (Johanneskirche) en Mannheim (1901–1904), la villa Ottilie en Karlsruhe (1902–1903), la iglesia de San Pablo (Pauluskirche) en Berna (1902–1905), la villa Baumann en Baden (1904–1905), el museo Kunsthaus Zürich (1904–1910), la iglesia de Lutero (Lutherkirche) en Karlsruhe (1905–1907), la urbanización Schweizersbild en Schaffhausen (1906–1911), la iglesia de San Antonio en Zúrich (1906–1908), el edificio del Evangelischen Oberkirchenrates en Karlsruhe (1907), la villa Hämmerle en Dornbirn (1908–1911), la estación ferroviaria Basel Badischer Bahnhof en Basilea (1910–1913), la iglesia de la Santa Cruz en Sankt Gallen (1910–1913), la iglesia de San Pablo en Lucerna (1910–1912), el edificio colegial de la Universidad de Zúrich (1911–1914), la iglesia de San José en Zúrich (1912–1914), el edificio del Allgemeinen Ortskrankenkasse en Karlsruhe (1913), la villa Bassermann en Mannheim (1914) y la sala de exposiciones y la sala de conciertos de Karlsruhe (1913–1915).
En 1915, tras ser nombrado profesor de la Escuela Politécnica Federal de Zúrich —labor que desempeñó hasta 1928—, Moser rompió la sociedad con Curjel y retornó a su país. En sus obras en solitario se mostró más clásico y riguroso, como en la iglesia evangélica reformista de Fluntern en Zúrich (1918-1920). Fue evolucionando progresivamente hacia la arquitectura moderna, con una especial influencia del neoplasticismo neerlandés, sobre todo de la obra de Willem Marinus Dudok en Hilversum. Muestra de ello fue la iglesia de San Antonio en Basilea (1925–1927), el primer edificio construido con hormigón armado desencofrado en Suiza y el primer exponente del Movimiento moderno en ese país.
Cada vez más comprometido con la modernidad, Moser apoyó el proyecto de Le Corbusier y Pierre Jeanneret para el Palacio de las Naciones de Ginebra (1927), cuya adjudicación a otro proyecto de corte académico causó un gran escándalo entre los medios intelectuales de toda Europa. En 1928 se convirtió en el primer presidente del Congreso Internacional de Arquitectura Moderna, un órgano difusor de la arquitectura racionalista en todo el mundo.
Como profesor de la Escuela Politécnica Federal de Zúrich, Moser formó a toda una generación de arquitectos, entre los que se encontraban su hijo Werner Max Moser, los primos Emil y Alfred Roth, Rudolf Steiger, Max Ernst Haefeli, Hans Schmidt, William Lescaze, Paul Camenisch, Hans Brechbühler, Otto Senn, Flora Steiger-Crawford, etc.
Moser fue enterrado en el cementerio de Fluntern, en un panteón familiar con su esposa Euphemie (de soltera Lorenz, 1866-1947), su hijo Werner Max, su esposa Silva (de soltera Schindler, 1895-1986), así como Doris Moser (1908-1973) y Herta Moser (1901- 1982).